# V553 Возничего
V553 Возничего (лат. V553 Aurigae), HD 48271 — двойная звезда в созвездии Возничего на расстоянии приблизительно 370 световых лет (около 114 парсеков) от Солнца. Видимая звёздная величина звезды — от +7,58m до +7,53m. Возраст звезды оценивается как около 1,5 млрд лет.

## Характеристики
Первый компонент — жёлто-белая переменная звезда типа Гаммы Золотой Рыбы (GDOR) спектрального класса F0. Масса — около 1,715 солнечной, радиус — около 2,193 солнечных, светимость — около 10,385 солнечных. Эффективная температура — около 7082 K.
Второй компонент — красный карлик спектрального класса M. Масса — около 117,38 юпитерианских (0,1121 солнечной). Удалён на 1,79 а.е..